# Baldur's Gate 3
Baldur's Gate 3 is een computerspel, gedurende 6 jaar ontwikkeld en in 2023 uitgegeven door de Belgische spelontwikkelaar Larian Studios. Het is het derde hoofdspel in de Baldur's Gate-serie, gebaseerd op het Dungeons & Dragons-tafelblad-rollenspelsysteem. Op 6 oktober 2020 werd een gedeeltelijke versie van het spel uitgebracht als vroegtijdige toegang voor macOS, Windows en de Stadia-streamingdienst.
Het computerrollenspel is uitgebracht voor Windows op 3 augustus 2023, de PlayStation 5-versie is uitgebracht op 6 september 2023, de macOS-versie op 21 september 2023 en de Xbox Series-versie op 8 december 2023.

## Gameplay
Baldur's Gate 3 is een rollenspel met een singleplayer en coöperatief multiplayer-element. Spelers kunnen een of meer personages maken en samen met een aantal vooraf gegenereerde personages een groep vormen om het verhaal van de game te verkennen. Optioneel kunnen spelers een van hun personages meenemen en online samenwerken met andere spelers om een groep te vormen. In tegenstelling tot eerdere games in de Baldur's Gate-serie, heeft Baldur's Gate 3 turn-based gevechten, vergelijkbaar met Larians eerdere game Divinity: Original Sin.

## Verhaallijn
De game speelt zich af in 1492 DR, meer dan 120 jaar na de gebeurtenissen van Baldur's Gate II: Shadows of Amn en maanden na de gebeurtenissen van Baldur's Gate: Descent into Avernus. Het beschikt over een vertakkend plot waarbij de belangrijkste verhaalelementen grotendeels hetzelfde blijven, ongeacht de keuzes van de spelers, maar met aanzienlijke variatie in de details, vooral wat betreft de talrijke zijmissies. 
Aan het begin van het spel creëren spelers een origineel personage dat in wezen een "blanco lei" is in termen van achtergrondverhaal, of kiezen ze een van de zes vooraf gemaakte "origin-personages" of een aanpasbaar zevende "origin-personage". Elk van de mogelijke spelerspersonages heeft unieke missielijnen voor elkaar en bepaalde paden, maar speelt grotendeels hetzelfde, afhankelijk van de speelstijl.

### Deel I
Het verhaal begint met de hoofdpersoon die wakker wordt in een nautiloïde, een illithide vliegend schip dat de dimensies doorkruist. Ze zijn geïmplanteerd met een illithide kikkervisje, parasieten die mensen boeien en transformeren in andere geestverruimers. Maar voordat de transformatie voltooid is, wordt het schip aangevallen door Githyanki-krijgers en hun rode draken. Het schip vlucht door meerdere rijken, waaronder Avernus, de eerste van de Negen Hellen. 
De hoofdpersoon wordt tijdens de gevechten bevrijd en stuurt het beschadigde schip terug naar Faerûn, waar het neerstort. Terwijl de hoofdpersoon zoekt naar een manier om hun parasiet te verwijderen, kan hij of zij andere overlevenden van het wrak tegenkomen, allemaal eveneens geïmplanteerd met kikkervisjes: de githyanki-jager Lae'zel, de Sharran-geestelijke Shadowheart, de hoge elf-vampier-schurk Astarion, de menselijke tovenaar Gale, de menselijke tovenaar Wyll, en de tiefling-barbaar Karlach. 
De plot van het eerste bedrijf draait om talloze mogelijkheden voor mogelijke genezing, zoals Ethel, een kwaadaardige heks, Halsin, aartsdruïde van het plaatselijke druïdenbos, een koboldpriesteres die de ontluikende 'godheid' dient die het Absolute wordt genoemd, of de beroemde bard Volo, die allemaal tevergeefs proberen een geneesmiddel te bieden. Het belangrijkste plotelement is het lot van de Emerald Grove, waar lokale druïden en de vluchtelingen van de stad Elturel het opnemen tegen de horde goblin uit de ontheiligde Selunite-tempels in de buurt. Het gezelschap raakt bijna overweldigd door een paranormale kracht als ze de tempel naderen, maar wordt gered door het mysterieuze prisma in het bezit van Shadowheart, een apparaat waarnaar het Githyanki-leger op zoek is. Zodra de hoofdrolspelers het bos plunderen of redden, krijgen ze een route voorgelegd om Moonrise Towers te bereiken, waar een remedie kan worden gevonden. Hiervoor moeten ze over land reizen, hetzij door de bergen, hetzij door de Underdark. de ondergrondse netwerken onder de Tempel van Selune.

### Deel II
Het tweede bedrijf concentreert zich voornamelijk rond de Moonrise Towers en de omliggende landen. Ooit een vredig land onder leiding van de familie Thorm, zijn de velden nu bedekt door een onnatuurlijke en bewuste duisternis die alleen met magische middelen kan worden doorbroken. Het enige toevluchtsoord is een kleine taverne genaamd The Last Light, die wordt beheerd door een groep tiefling-vluchtelingen, Flaming Fist-dienstplichtigen en Harpers, geleid door Jaheira - een van de metgezellen van de originele Baldur's Gate-titels. De bescherming van de herberg wordt geboden door een Selunite geestelijke genaamd Isobel, die toevallig ook de herrezen dochter is van de regerende heer van Moonrise, generaal Ketheric Thorm. De voortijdige dood van Isobel bracht haar vader er blijkbaar toe om Selune in de steek te laten, zich eerst tot Shar te wenden en later tot Myrkul, die hem als zijn uitverkorene verankert en de vloek op het land doordringt. 
De hoofdpersoon doorzoekt de diepten van de Moonrise op zoek naar de "Nightsong", een artefact dat ook door huurlingen wordt genoemd in Act I. De diepten van de Towers herbergen een enorme tempel voor Shar, die uiteindelijk leidt naar Shadowfell, Shars persoonlijke domein waar Nightsong - geen artefact, maar een aasimar genaamd Dame Aylin - zit gevangen. Ketheric blijkt Aylin, een dochter van de maangodin Selune, in de val te hebben gelokt en haar te hebben gebruikt als een motor van zijn onsterfelijkheid, en ook als een ritueel stuk voor volgelingen van Shar. 
De speler krijgt de keuze de Nightsong te verslaan of te sparen, wat de rest van het verhaal enorm verandert. De partij valt uiteindelijk de Moonrise Towers binnen om de confrontatie aan te gaan met Ketheric, evenals zijn cohorten: Orin the Red, de Uitverkorene van Bhaal en Enver Gortash, de Uitverkorene van Bane. Het driemanschap controleert samen het Absolute, waarvan wordt onthuld dat het een ouder brein is, de ultieme vorm van het illithide ras, naar hun wil gebogen door het gebruik van de onderstenen van elke uitverkorene en een mysterieuze kroon die het gigantische brein siert. 
Orin en Gortash vertrekken met het oudere brein, terwijl Ketheric blijft om tegen het gezelschap te vechten. Na zijn dood claimt de hoofdpersoon hun ondersteen terwijl het absolutistische leger dat zich rond het bos inkwartiert, naar Baldur's Gate vertrekt en de weg vrijmaakt voor de hoofdpersoon.

### Deel III
De handeling is verdeeld tussen de centrale wijk Baldur's Gate en de afgelegen buitenwijk Rivington. De kern van het verhaal draait om de pogingen van de twee overgebleven antagonisten om de hoofdpersoon tegen elkaar op te zetten. Dit is ook waar de metgezellen een afsluiting vinden voor hun persoonlijke zoektochten, zoals Wyll en zijn vervreemde vader, Shadowheart en haar Sharran-enclave of Lae'zels afwijkende mening tegen haar koningin, Astarions vampirische meester en Karlachs confrontatie met Gortash. 
Al vroeg onthult een hinderlaag door een githyanki-inval dat de zogenaamde droombezoeker van de hoofdpersoon in feite een gezicht is dat is ingenomen door een afvallige illithide genaamd de keizer, die in het astrale prisma verblijft en toezicht houdt op de gevangenneming van een machtige githyanki - Orpheus, de zoon van de eerste koningin van de Githyanki. Orpheus wordt onthuld als de bron van psionische weerstand die de spelers bezitten tegen het Absolute en de keizer heeft dit blijkbaar in zijn voordeel benut door hem in opgeschorte animatie te houden. 
De hoofdpersoon neemt het uiteindelijk op tegen de overgebleven Uitverkorenen van de Dode Boom en verzamelt de onderstenen om de Elder Brain te onderwerpen. Ondanks de voorbereidingen overmeestert de Elder Brain de hoofdpersoon bijna en wordt de partij op het laatste moment gered door de keizer. 
Afhankelijk van de verschillende spelerskeuzes voorafgaand aan de finale, verschilt de playthrough enigszins. Als de hoofdpersoon ruzie krijgt met de keizer over de gevangenneming van Orpheus, legt deze zich neer bij zijn lot en sluit zich aan bij het Absolute. Uiteindelijk hebben de onderstenen een illithid-wielder nodig om effectief te zijn, dus Orpheus, Karlach of het personage van de speler veranderen gewillig in een mindflayer om de missie te voltooien. 
Het laatste gevecht vindt plaats boven het Elder Brain, waarna de hoofdpersoon ervoor kan kiezen om ofwel zijn kameraden te verraden en te regeren als het Absolute, ofwel het brein en elk kikkervisje ernaast te doden, waardoor de sekte voor altijd wordt beëindigd.

## Ontwikkeling
De originele Baldur's Gate- game is ontwikkeld door BioWare en Black Isle Studios en in 1998 uitgegeven door Interplay Entertainment. De game gebruikte een gelicentieerde versie van de Dungeons & Dragons ( D&D )-regelset, specifiek in de Forgotten Realms- setting. Het succes van de game leidde tot een vervolg, Baldur's Gate II: Shadows of Amn, en het uitbreidingspakket, evenals Icewind Dale en het vervolg, en ten slotte Planescape: Torment. Black Isle Studios begon in 2003 te werken aan een nieuw vervolg, Baldur's Gate III: The Black Hound, maar Interplay kreeg dat jaar te maken met een aanzienlijke financiële crisis en sloot Black Isle af, waardoor de game werd geannuleerd. Interplay verloor in 2008 de licentie om D&D-videogames te maken aan Atari. Atari heeft later Neverwinter Nights en het vervolg, Neverwinter Nights 2 uitgebracht. Wizards of the Coast had het eigendom van de Dungeons & Dragons -franchise verworven als onderdeel van hun aankoop van TSR in 1997, en had de afgelopen jaren updates aangebracht aan de kernregelsets. Het nieuwe vervolg van Larian Studios heeft geen verband met het geannuleerde Baldur's Gate III: The Black Hound.
Het intellectuele eigendom (IP) van de serie was door meerdere ontwikkelaars gewild. Dit omvat Brian Fargo, de oprichter van zowel Interplay als inXile Entertainment, evenals Feargus Urquhart van Obsidian Entertainment, die al minstens tien jaar op zoek waren naar de IE-rechten.  Larian Studios was al een tijdje geïnteresseerd in het maken van een vervolg in de Baldur's Gate -serie, nadat ze Wizards of the Coast voor het eerst hadden benaderd na hun release van Divinity: Original Sin rond 2014. Op dat moment vond Wizards of the Coast dat de studio nog te nieuw was in de sector om te worden vertrouwd met de Baldur's Gate- licentie. Larian ontwikkelde vervolgens Divinity: Original Sin II, dat in september 2017 werd uitgebracht. Pre-releasemateriaal met betrekking tot de game maakte indruk op Wizards of the Coast, dus namen ze contact op met Larian om te vragen of ze nog steeds interesse hadden in Baldur's Gate 3. Larian ging akkoord, en terwijl ze bezig waren met het afronden van de releasefase van de ontwikkeling van Divinity: Original Sin II, kwam een kleine groep bijeen om het ontwerpdocument te ontwikkelen dat ze aan Wizards of the Coast zouden presenteren met hun ideeën voor de nieuwe Baldur's Gate.

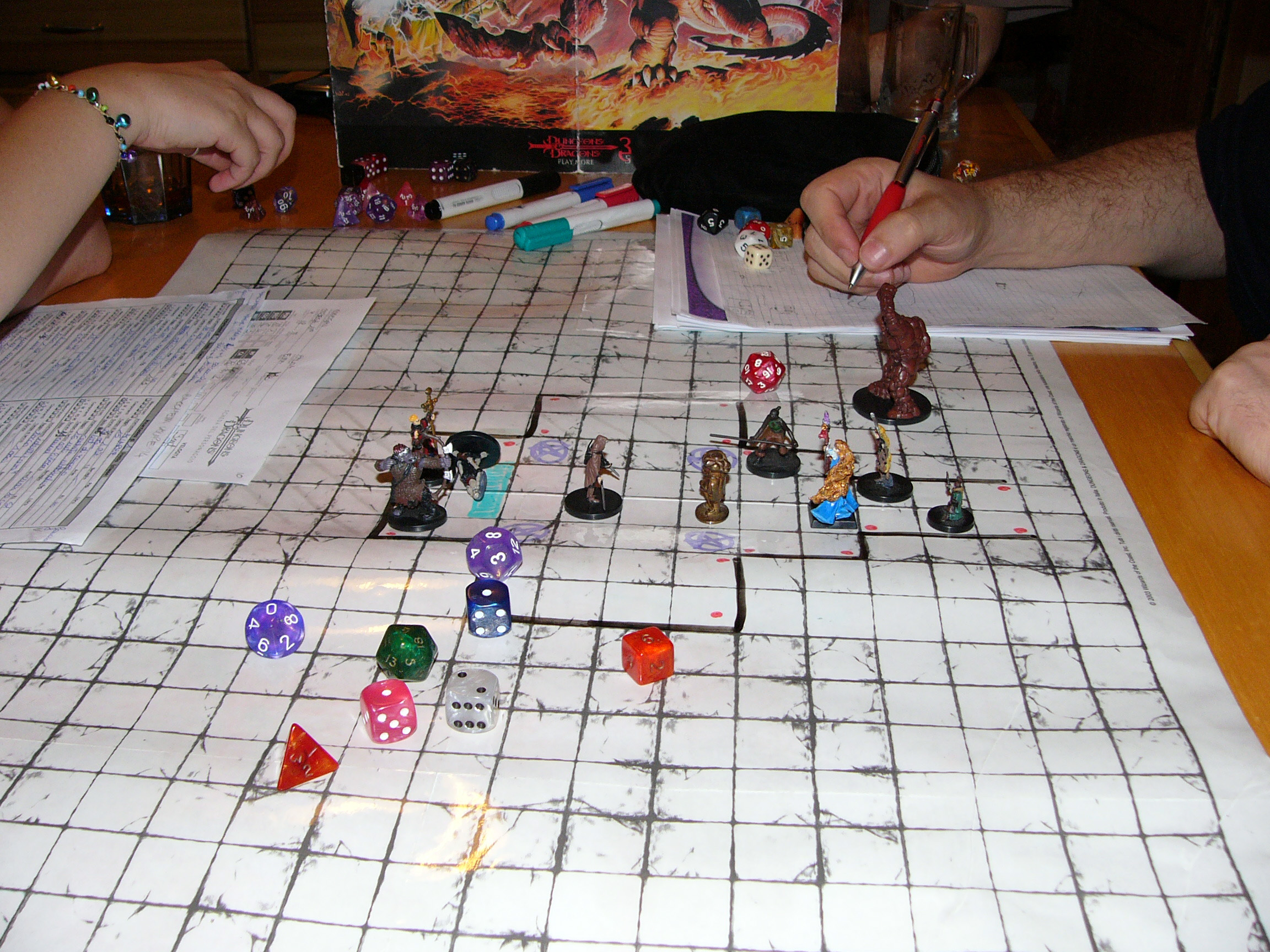
Baldur's Gate 3 is gebaseerd op de 5e editie van het Dungeons & Dragons tafelrollenspel.

De game is gebaseerd op de Dungeons & Dragons-regelset uit de 5e editie, hoewel het aanpassingen en aanpassingen bevat die Larian nodig vond om het aan een videogame aan te passen. Zo is het vechtsysteem meer in het voordeel van de speler dan bij de tafelversie, om het spel leuker te maken.
Larian Studios toonde een teaser van Baldur's Gate 3 in de week voorafgaand aan E3 2019. Ze onthulden het formeel tijdens de presentatie van Google op het Stadia-platform vlak voor de E3, waarmee ze de release voor zowel Windows als Stadia bevestigden. Het tafelavontuur Baldur's Gate: Descent Into Avernus werd in september 2019 gepubliceerd door Wizards of the Coast en wordt beschreven als een "prequel" op Baldur's Gate 3. Het Descent into Avernus -avontuur speelt zich ongeveer 100 jaar na de gebeurtenissen van Baldur's Gate II af, en het verhaal van Baldur's Gate 3 speelt zich onmiddellijk na de gebeurtenissen van de Descent into Avernus- tafelbladmodule af. Op 5 oktober 2020 kondigde Larian Studios aan dat de game naast Windows en Stadia ook voor macOS zou worden uitgebracht.
Baldur's Gate III zou oorspronkelijk op 30 september 2020 in vroege toegang worden uitgebracht. Deze datum werd later uitgesteld tot 6 oktober 2020. De early access-versie bevatte alleen het eerste bedrijf van het spel, goed voor ongeveer 25 uur aan inhoud en een vijfde van de kaart van de gamewereld. De personagemaker had aanvankelijk ook een selectie van 16 races en zes klassen opgenomen waaruit je kon kiezen, en er stonden er nog meer gepland voor de uiteindelijke release. Extra functies en inhoud, waaronder multiplayer-functionaliteit en meer klassen, werden geleidelijk via patches aan de versie met vroege toegang toegevoegd naarmate de ontwikkeling vorderde richting de definitieve release. Opslagbestanden die tijdens vroege toegang zijn gemaakt, kunnen niet worden overgedragen naar het voltooide spel. 
De game bleef in vroege toegang tot de release in augustus 2023. Na de sluiting van Stadia op 18 januari 2023 werd de volledige versie voor Stadia geannuleerd.  Op 23 februari 2023 werd aangekondigd dat Baldur's Gate 3 op 31 augustus 2023 volledig zou worden uitgebracht voor macOS, Windows en PlayStation 5.  Een latere aankondiging wijzigde de releasedatum voor de pc naar 3 augustus, en die van macOS en PlayStation 5 naar 6 september.      Larian bevestigde dat een Xbox Series X- en Series S- port in ontwikkeling is, maar werd niet officieel aangekondigd omdat er technische problemen ontstonden met coöp op een gedeeld scherm op de Series S. Larian zei dat de game geen PlayStation- console is. exclusief en wordt mogelijk uitgebracht op Xbox als de problemen worden opgelost.  De Xbox-release werd bevestigd in augustus 2023. Het zal later in 2023 verschijnen en ondersteunt alleen split-screen op Series  Spike Chunsoft publiceerde de PlayStation 5-versie in Japan. 

## Verkoop
Baldur's Gate 3 werd het best verkochte spel op zowel Steam als GOG.com op de dag van de lancering. Op Steam had de game op de dag van de release ongeveer 537.000 gelijktijdige spelers en bereikte een piek van 875.000 gelijktijdige spelers in het tweede weekend na de release. Op 4 augustus 2023 onthulde de CEO van Larian Studios, Swen Vincke, dat Baldur's Gate 3 2,5 miljoen exemplaren op pc had verkocht via Steam Early Access. De verkoop van de game had de verwachtingen van de studio overtroffen.

## Ontvangst
Baldur's Gate 3 werd positief ontvangen in recensies. Men prees de gameplay, het verhaal, de hoeveelheid inhoud en de spelerskeuze.
De pc- en PlayStation 5-versies van Baldur's Gate 3 kregen "universele bijval" volgens de recensie-aggregatorwebsite Metacritic. 100% van de critici raadde het spel aan op aggregator OpenCritic. Baldur's Gate 3 is de hoogst gewaardeerde game die ooit op de PlayStation 5 is uitgebracht.
Critici prezen de kwaliteit van het script, inclusief de gedetailleerde weergave van de Dungeons & Dragons- setting van Faerûn, de met elkaar verweven verhaallijnen die alternatieve verhaalmomenten en een grote mate van vrijheid voor de speler mogelijk maken en de personages, vooral de metgezellen, die interessant en gedenkwaardig aanvoelen. Critici prezen ook de productiekwaliteit, inclusief de stemacteurs, karakter- en gezichtsanimaties,  en gedetailleerde omgevingen.  De implementatie van de Dungeons & Dragons 5e editie -regelset in het spel werd goed ontvangen,  hoewel sommige critici bezorgd waren dat de complexiteit van het systeem ontmoedigend zou kunnen zijn voor spelers die totaal onbekend waren met de tabletop-versie van het spel. De technische prestaties en de weinige bugs werden benadrukt, vooral gezien de vele uitgebreide en complexe spelsystemen en interacties. Critici waren lauwer over het inventarisatiesysteem en sommige aspecten van de gebruikersinterface, zoals de noodzaak om de uitrusting van meerdere karakters op microniveau te beheren.

## Onderscheidingen
In november 2023 werd Baldur's Gate 3 tijdens de Golden Joystick Awards uitgeroepen tot beste spel van het jaar. Het won er uiteindelijk zeven prijzen, wat een record was.
Op 7 december 2023 tijdens de Game Awards in het Peacock Theater in Los Angeles werd Baldur's Gate 3 uitgeroepen tot beste spel van het jaar. CEO van Larian Studios, Swen Vincke had zich voor de gelegenheid in een harnas gestoken om de belangrijkste prijs van het evenement in ontvangst te nemen. Het spel werd verder ook bekroond in de categorieën Beste Prestatie, Beste Role-playing Game en Beste Multiplayer en kreeg het de publieksprijs.
Op de Bafta game awards 2024 won de game de award voor game van het jaar, beste narratief, beste muziek en beste bijrol. Het won ook de EE Game of the Year, welk de enige Bafta publieksprijs is.